# Chiesa di San Donnino a Campi
San Donnino a Campi è una delle due chiese della frazione meridionale del comune di Campi Bisenzio; da qualche anno, essa è unita nella persona del parroco a quella di Sant'Andrea a San Donnino e fu suffraganea della Pieve di Brozzi fino alla soppressione del comune e del vicariato ecclesiastico di Brozzi.

## Storia e descrizione
La chiesa è di origine molto antica, essendo attestata di già in un documento dell'anno 852 ed anch'essa fu sottoposta, come la maggior parte delle chiese della zona, a numerosi rifacimenti e restauri attraverso i secoli (l'ultimo restauro, infelice, è del 1938 e portò alla distruzione dell'abside e della cantoria). Ulteriori danni li subì in occasione dell'alluvione del 4 novembre 1966.
All'interno, tra le opere di valore artistico, si conservano un Trittico trecentesco di scuola fiorentina (ora al Museo di Arte Sacra), un elemosiniere del XVII secolo ed un Crocifisso settecentesco.

## Altre immagini

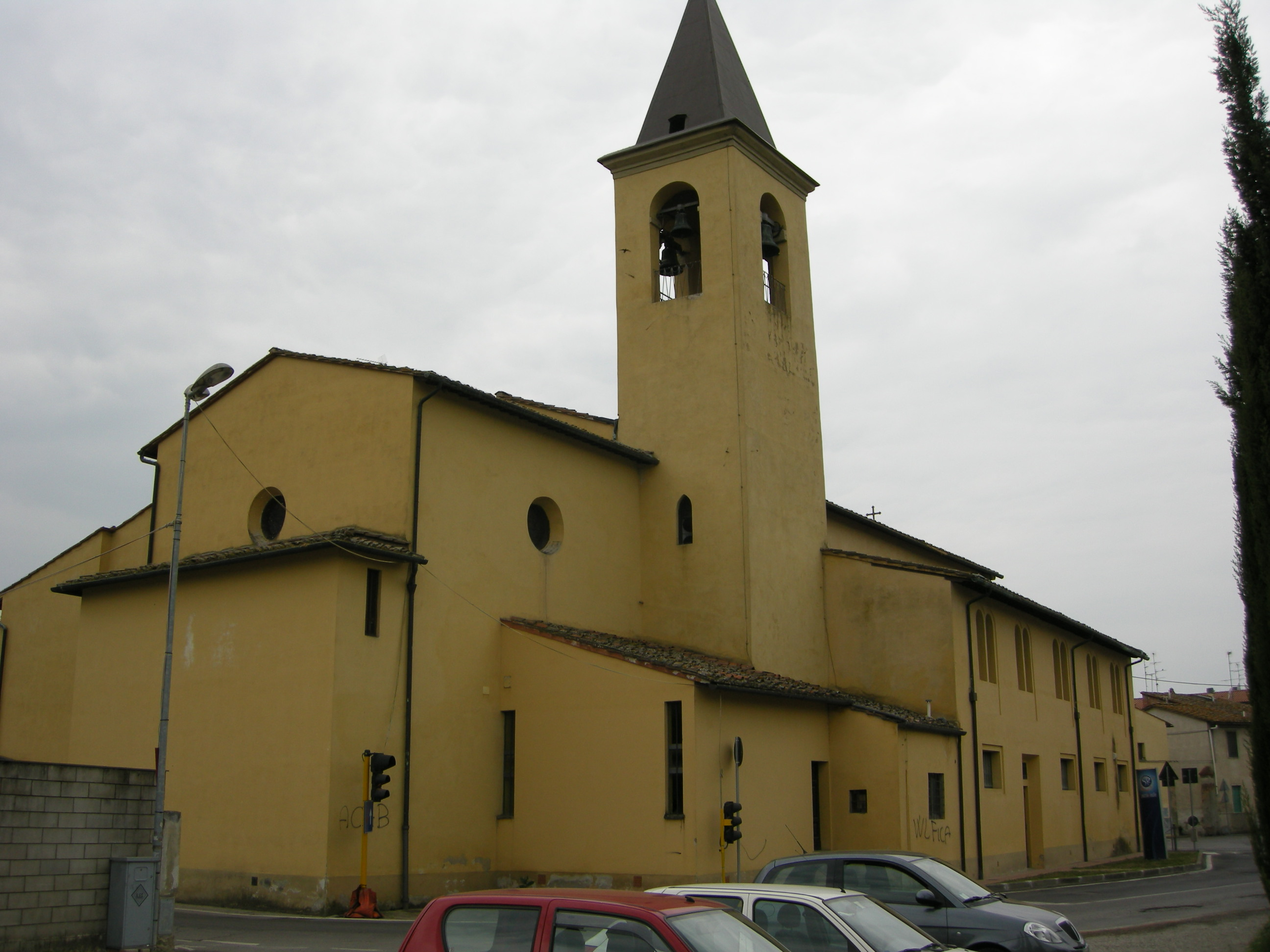
Retro
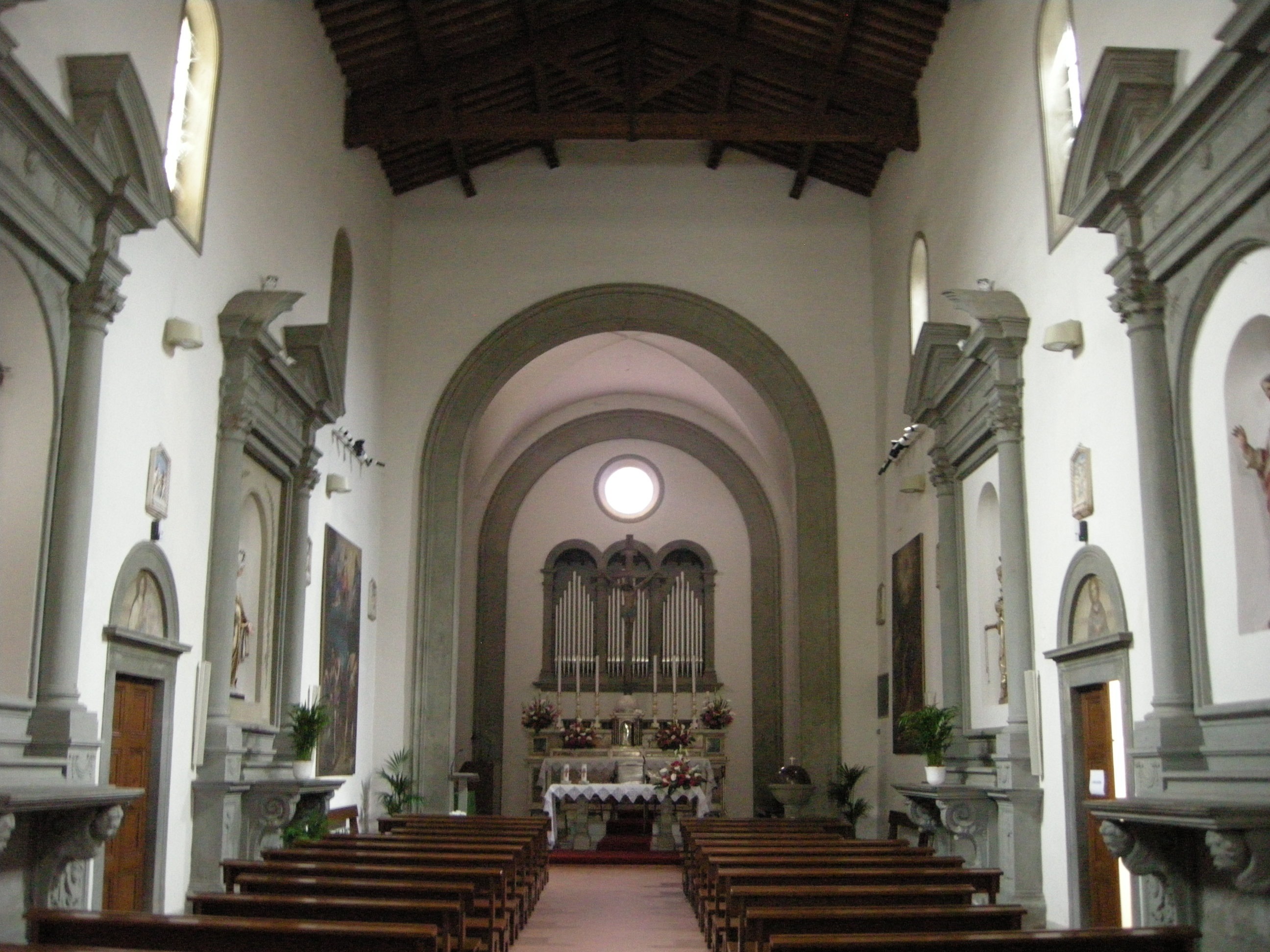
Interno
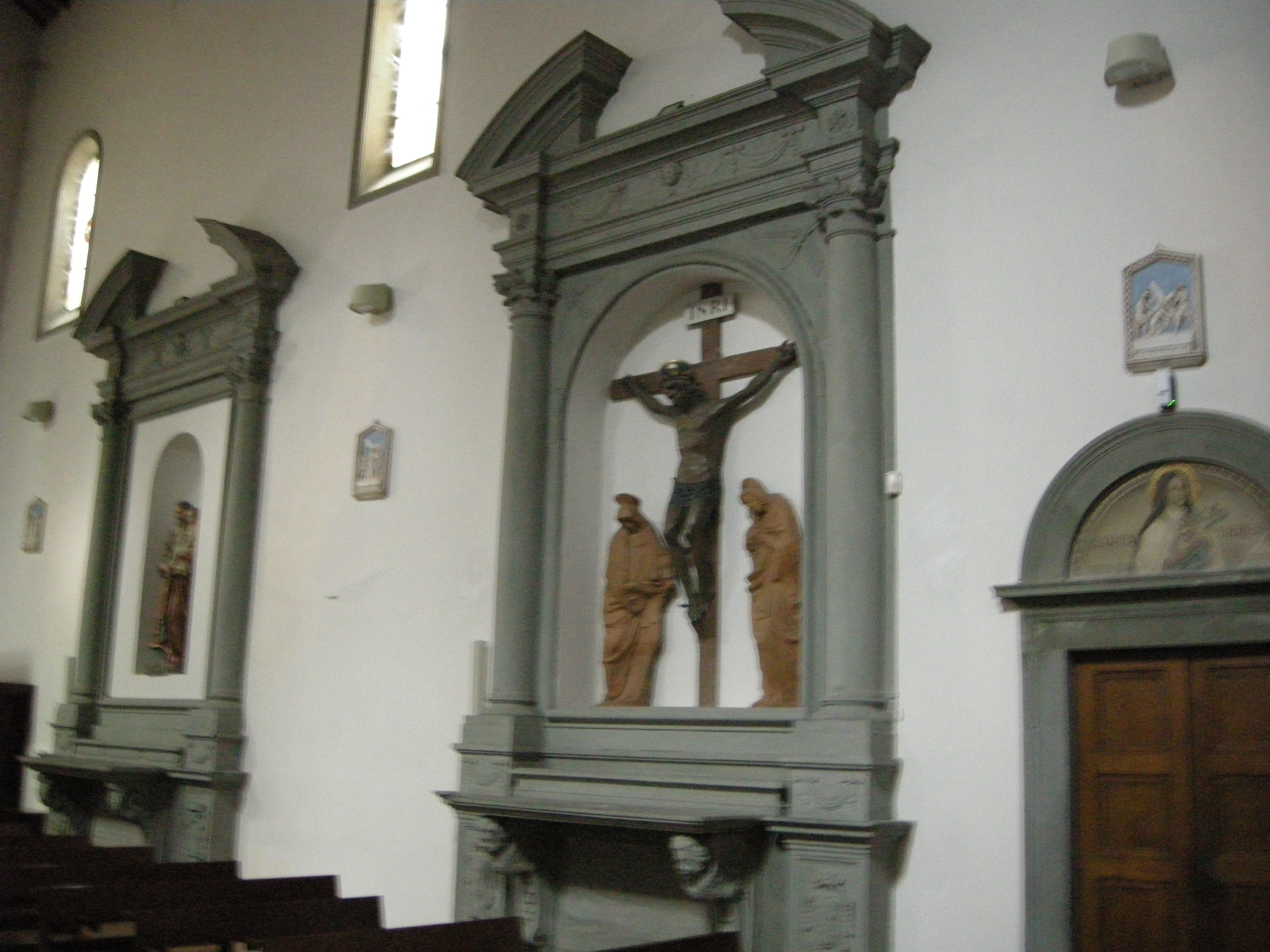
Interno